# (35401) 1997 YW2
1997 YW2 (asteroide 35401) é um asteroide da cintura principal. Possui uma excentricidade de 0.13012870 e uma inclinação de 3.33108º.
Este asteroide foi descoberto no dia 21 de dezembro de 1997 por Naoto Sato em Chichibu.